# 六灶镇
31°36′N 121°39′E / 31.600°N 121.650°E
六灶镇是中国上海市浦东新区下辖的一个已撤销的镇，现以其原行政范围建立六灶基本管理单元（通称六灶社区，“社区”此指浦东的镇管社区），城市规划中称六灶乡村单元。面积31.81平方公里。户籍人口3.19万人（2008年）。2011年12月28日浦东新区第四届人民代表大会常务委员会第二十一次会议通过《浦东新区人民代表大会常务委员会关于撤销川沙新镇、六灶镇、祝桥镇建制，设立新的川沙新镇、祝桥镇若干问题的决定》决定撤销川沙新镇、六灶镇建制，设立新的川沙新镇。

## 行政区划
六灶镇下辖鹿城居委会 、鹿新居委会 、会龙村村委会 、新吉村村委会 、其成村村委会 、七灶村村委会 、民义村村委会 、汤店村村委会 、鹿溪村村委会 、连民村村委会 、陈桥村村委会 、果园村村委会。